# Rotundopotamonautes
Rotundopotamonautes là một chi cua trong họ Potamonautidae.

## Các loài
Chi này được ghi nhận gồm các loài sau: 
- Rotundopotamonautes alluaudi  (Bouvier, 1921)
- Rotundopotamonautes aloysiisabaudiae  (Nobili, 1906)
- Rotundopotamonautes amalerensis  (Rathbun, 1935)
- Rotundopotamonautes antheus  (Colosi, 1920)
- Rotundopotamonautes berardi  (Audouin, 1826)
- Rotundopotamonautes bipartitus  (Hilgendorf, 1898)
- Rotundopotamonautes bourgaultae  (Cumberlidge & Meyer, 2011)
- Rotundopotamonautes busungwe  (Cumberlidge & Clark, 2017)
- Rotundopotamonautes bwindi  (Cumberlidge & Clark, 2018)
- Rotundopotamonautes elgonensis  (Cumberlidge & Clark, 2010)
- Rotundopotamonautes emini  (Hilgendorf, 1892)
- Rotundopotamonautes entebbe  (Cumberlidge & Clark, 2017)
- Rotundopotamonautes gonocristatus  (Bott, 1955)
- Rotundopotamonautes holthuisi  (Cumberlidge & Meyer, 2010)
- Rotundopotamonautes ignestii  (Parisi, 1923)
- Rotundopotamonautes imatongensis  (Cumberlidge & Clark, 2016)
- Rotundopotamonautes jeanneli  (Bouvier, 1921)
- Rotundopotamonautes kantsyore  Cumberlidge & Clark, 2017
- Rotundopotamonautes kivu  (Cumberlidge & Clark, 2018)
- Rotundopotamonautes kundudo  (Cumberlidge & Clark, 2012)
- Rotundopotamonautes loashiensis  Bott, 1955
- Rotundopotamonautes loveni  (Colosi, 1924)
- Rotundopotamonautes minor  (Bott, 1955)
- Rotundopotamonautes morotoensis  (Cumberlidge & Clark, 2016)
- Rotundopotamonautes mutandensis  (Chace, 1942)
- Rotundopotamonautes neumanni  (Hilgendorf, 1898)
- Rotundopotamonautes odhneri  (Colosi, 1924)
- Rotundopotamonautes perparvus  (Rathbun, 1921)
- Rotundopotamonautes pilosus  (Hilgendorf, 1898)
- Rotundopotamonautes rodolphianus  (Rathbun, 1909)
- Rotundopotamonautes rothschildi  (Rathbun, 1909)
- Rotundopotamonautes rukwanzi  (Corace, Cumberlidge & Garms, 2001)
- Rotundopotamonautes rwanda  Cumberlidge & Krajenka, 2023
- Rotundopotamonautes rwenzori  (Cumberlidge & Clark, 2018)
- Rotundopotamonautes subukia  (Cumberlidge & Dobson, 2008)
- Rotundopotamonautes williamsi  (Cumberlidge & Clark, 2010)